# عصام عبه جي
عصام عبه جي (16 اوكتوبر 1941 – 31 ديسمبر 2014) ممثل سوري راحل. اشتهر بدور أبو إبراهيم في مسلسل باب الحارة،   وبأدواره المتعددة في سلسلة مرايا

## مشواره الفني
بدأ مشواره الفني في ستينات القرن العشرين، ومن أشهر المسلسلات التي شارك فيها عودة غوار وبيت جدي وليالي الصالحية وعش المجانين وعيلة خمس نجوم، بالإضافة إلى مشاركته الفنان ياسر العظمة في مسلسل مرايا، كما شارك في الكثير من مسلسلات الدراما السورية الشهيرة.
ويعتبر عصام عبه جي من مؤسسي فرقة المسرح القومي السوري عام 1960، كما كلفه وزير الثقافة السوري في حينه يوسف شقرة بتشكيل فرقة الفنون الدرامية التابعة للتلفزيون السوري.
كما كان للراحل حضور مميز في العمل الإذاعي الذي سلط الضوء على قضايا اجتماعية ملحة وحساسة، إضافة إلى أدواره على خشبة المسرح في مسرحيات الحياة حلم والعنب الحامض والملك لير والزوبعة وغيرها.

## حياته الأسرية
تزوج عصام عبه جي بسيدة من خارج الوسط الفني، ورزق منها بأربعة أبناء، وهما ولدان وابنتان، بالإضافة إلى عدد من الأحفاد.

## أعماله الفنية

### من المسلسلات
- 1977 : رحلة المشتاق
- 1988 : بصمات على جدار الزمن.
- 1989 : لك ياشام.
- حارة القصر.
- القبضاي بهلول.
- 1982 - 2005: مرايا (عدة أجزاء).
- 1994: عيلة خمس نجوم.
- 1994: نهاية رجل شجاع.
- 1995: يوميات مدير عام - جزء الأول.
- 1995: الجوارح.
- 1995: أبو البنات.
- 1996: أحلام أبو الهنا.
- 1996: عيلة ست نجوم.
- 1996: الحقيبة الضائعة.
- 1997: المرحون.
- 1998: عودة غوار.
- 1998: سفر.
- 1999: دنيا.
- 1999: جلد الأفعى.
- 1999: مزاد علني.
- 2000: الخوالي.
- 2001: عش المجانين.
- 2002: الرحيل إلى الوجه الآخر.
- 2003: الهروب إلى القمة.
- 2003: ومضات من تاريخنا.
- 2003: أبو المفهومية.
- 2004: ليالي الصالحية.
- 2005: خمسة وخميسة.
- 2006 : باب الحارة 1.
- 2007: باب الحارة 2.
- 2008: باب الحارة 3.
- 2008: بيت جدي.
- 2010: الدبور 1.
- 2010 : البقعة السوداء
- 2011: الدبور 2.
- عيلة اكابر

### من المسرحيات
- 1966: طرطوف.
- الملك هو الملك.
- الحياة حلم.
- موتى بلا قبور.
- العنب الحامض.
- التين.
- الملك لير.
- الزوبعة.
- النحيل.
- حرم سعادة الوزير.
- قاضي وادي الزيتون.

### من الأفلام
- 1974: اليازرلي.
- 1975: كفر قاسم.
- المرابي.

## وفاته
توفي في 24 نوفمبر 2014 إثر نوبة قلبية، بعد صراع طويل مع مرض عضال في دمشق، بعد مشوار فني امتد على مدى 50 عامًا.

## روابط خارجية
- عصام عبه جي على موقع قاعدة بيانات الأفلام العربية